# ۱۱۳۵ (خورشیدی)
۱۱۳۵ هزار و صد و سی و پنجمین سال هجری خورشیدی است.